# Bezzia snowi
Bezzia snowi är en tvåvingeart som beskrevs av Gustavo R. Spinelli 1991. Bezzia snowi ingår i släktet Bezzia och familjen svidknott. Inga underarter finns listade i Catalogue of Life.